# Piotr Pamuła
Piotr Pamuła, né le 19 janvier 1990, à Stalowa Wola, en Pologne, est un joueur polonais de basket-ball. Il évolue au poste d'arrière.